# Синодину, Анна
Анна Синодину (греч. Άννα Συνοδινού, 21 ноября 1927, Лутракион, Греция — 7 января 2016, Афины, Греция) — греческая актриса и политик, один из членов-учредителей Национального театра Греции, основатель театра Ликавит, в котором на протяжении многих лет была импресарио.

## Жизнеописание
Родилась в Лутракионе в 1927 году. Была восьмым ребёнком в семье. В семье получила православное христианское образование. Училась в гимназии в Афинах, занималась также балетом и музыкой. Театральное образование получила в Национальной школе драмы при Национальном театре Греции. После её окончания работала в Национальном театре.

### Творчество
Синодину достигла огромного успеха, исполняя роли в пьесах классического и современного репертуара. Она сыграла 17 героинь в трагедиях и комедиях античных авторов («Антигона», «Электра», «Андромаха», «Ифигения», «Лисистрата»). Сыграла в многочисленных пьесах, в том числе Шекспира и многих греческих драматургов. В Театре Ликавит Анна Синодину работала над новой интерпретацией античной драмы. Принимала участие в новаторских театральных мероприятиях: организации мобильного состава театра, который мог бы гастролировать по провинциям страны. Она принимала участие в гастролях за рубежом, а также во многих международных фестивалях в России, Франции, Югославии, Италии. В период военной диктатуры в Греции (1967—1972) принимала участие в движении сопротивления и была вынуждена прервать театральную деятельность, так как Театр Ликавит у неё изъяли, а паспорт отобрали, что сделало невозможным её гастроли за рубежом. В это время она работала в экспортно-импортной компания её мужа, Георгиоса Маринакиса, экс-чемпиона мира по лёгкой атлетике. В течение долгого времени Анна Синодину преподавала в Национальной школе драмы. С 2004 года преподавала античную драму в Афинской консерватории. Снималась в греческих и зарубежных фильмах, сериалах, театральных постановках на телевидении и радио. В 1962 году на мировые экраны вышел фильм «Триста спартанцев» (режиссёр Рудольф Мате), который рассказывает о легендарном подвиге 300 спартанцев в битве при Фермопилах. В фильме сыграла роль Горго, жены царя Леонида.

### Политическая деятельность
В 1974, 1977, 1981, 1985, июне 1989 и ноябре 1989 года избиралась депутатом парламента. В 1977 году она становится заместителем министра социальных служб. На этой должности она проработала до 1981 года. Анна Синодину является автором многих парламентских предложений и проектов для законодательной защиты пенсионеров, материнства, детей и людей с ограниченными возможностями. Она предложила ввести в программы средней школы уроки искусства и художественного образования. По её инициативе была создана Государственная школа танца. Ушла в отставку со своего поста в 1989 году и с 1990 года не принимала участия в политической жизни.

## Литературная деятельность
Анна написала две книги:
- 1998 — автобиографическая хроника «Лица и маски» (греч. «Πρόσωπα και προσωπεία»)[7]
- 1999 — Были достойны похвалы (греч. «Αίνος στους Άξιους»)[8]

Синодину пишет статьи для газет и журналов, более 20 лет сотрудничает с журналом «Политические вопросы» (греч. «Πολιτικά Θέματα»). С 1997 года — почётный член Союза журналистов ежедневных газет.

## Награды и премии
Анна Синодину была награждена медалью благодеяния и греческим Орденом Феникса, медалью города Афины, отличиями Дании, Италии, Франции, Ливан, премией Пиранделло и два раза — Премией Марики Котопули.